# Cementerio de Samtavro
El cementerio de Samtavro (en georgiano: სამთავროს სამაროვანი), es un cementerio al norte de Mtsjeta, Georgia, datado entre la mitad del III milenio aC y el siglo X. Fue excavado por primera vez por F. Bayern en las décadas de 1870 y 1880. Las excavaciones comenzaron nuevamente en 1938 por A. Kalandadze y continúan en la actualidad. 

## Historia
Los arqueólogos han examinado hasta 3,000 tumbas de varios tipos y han determinado la estratigrafía del lugar. La cerámica arcaica, herramientas de piedra y estructuras quemadas se descubrieron en la capa cultural más antigua (principios de la Edad del Bronce). Un túmulo funerario de la Edad del Bronce Medio contenía herramientas de bronce, joyas de oro y perlas entre otros. Se encontró material arqueológico particularmente diverso en los entierros de la Edad de Bronce tardía y la temprana Edad del Hierro. Entre los artefactos encontrados habían cerámicas pulidas con patrones geométricos y cerámicas esmaltadas, herramientas de bronce y hierro, cinturones de bronce grabados, huesos, figuras de bronce zoomorfas, así como ágatas y otras joyas.
La capa superior del cementerio data del siglo II - I a C. Contenía tumbas de piedra, cistas, sarcófagos de piedra, criptas de sillares, y tumbas de losa o ladrillo. 